# Gayomart
En la mitologia persa Gayomart va ser el primer home de l'existència creat a partir de la llum per Ahura Mazda.
Està descrit en El Llibre dels Reis de Firdawsí.
Va existir durant tres mil anys com una ànima estàtica que no es movia i escoltava les ensenyances del seu creador extasiat amb el seu coneixement. Finalment Ahura Mazda li va donar cos i es va poder convertir en el primer sacerdot del foc símbol del Déu bo. Llavors Ahriman només va trigar trenta anys a matar-lo per enverinament. Abans la llavor del seu ésser havia engendrat la primera parella humana (Mashyoi i Mashya de qui descendeix la humanitat) amb la pluja que el seu creador va enviar per evitar la sequera d'Ahriman.